# Al-Dżarnijja (poddystrykt)
Al-Dżarnijja – jedna z 3 jednostek administracyjnych trzeciego rzędu (nahijja) dystryktu As-Saura w muhafazie Ar-Rakka w Syrii.
W 2004 roku poddystrykt zamieszkiwało 31 686 osób.